# 전설의 오거 배틀
《전설의 오거 배틀》은 일본 회사 퀘스트가 제작한 실시간 전략 롤플레잉 게임이다. 《오거 배틀 사가》 시리즈의 첫 작품으로, 이후 시리즈 제작을 전담하게 된 마츠노 야스미와 요시다 아키히코가 기획했다. 1993년 슈퍼 패미컴으로 처음 출시됐다. 영어판 제목은 《오거 배틀: 더 마치 오브 더 블랙 퀸》으로, 영국 밴드 퀸의 노래들에 영감을 받아 명명됐다.
1996년에 세가 새턴 및 플레이스테이션으로 개선점을 추가한 이식판이 출시됐다. 1995년에 슈퍼 패미컴으로 후속작 《택틱스 오거》가 출시됐다.

## 개발
기획자 마츠노 야스미는 1990년대 초 유고슬라비아 전쟁에 있었던 보스니아 민족 청소 참사에서 영감을 받아 《전설의 오거 배틀》 시나리오 전체를 아우르는 무거운 전쟁의 서사를 써냈다. 또한 록 밴드 퀸의 노래에도 영향을 받아 두번째 앨범 《Queen II》에 실린 두 노래 "오거 배틀"과 "더 마치 오브 더 블랙 퀸"의 이름을 따 게임의 제목을 정했다.

## 발매
2009년 슈퍼 패미컴판이 Wii 버추얼 콘솔로 북미서 3월 2일, 유럽서 7월 3일에 발매됐다. 2010년에는 일본에서 모바일 이식판이 출시됐다.

## 참조
1. ↑  일본어: 伝説のオウガバトル
2. ↑  영어: Ogre Battle: The March of the Black Queen